# 運転指令所

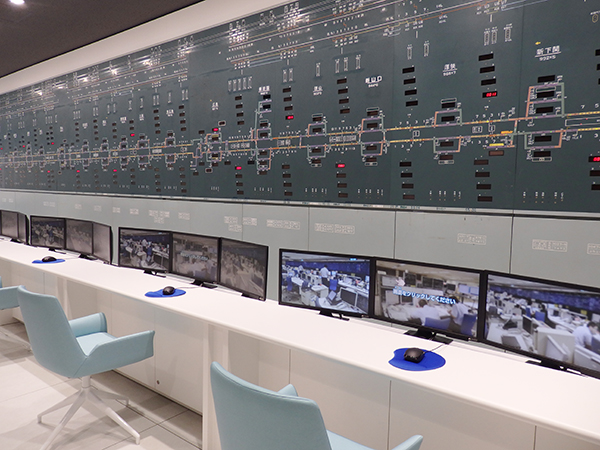
京都鉄道博物館に再現された新幹線総合指令所

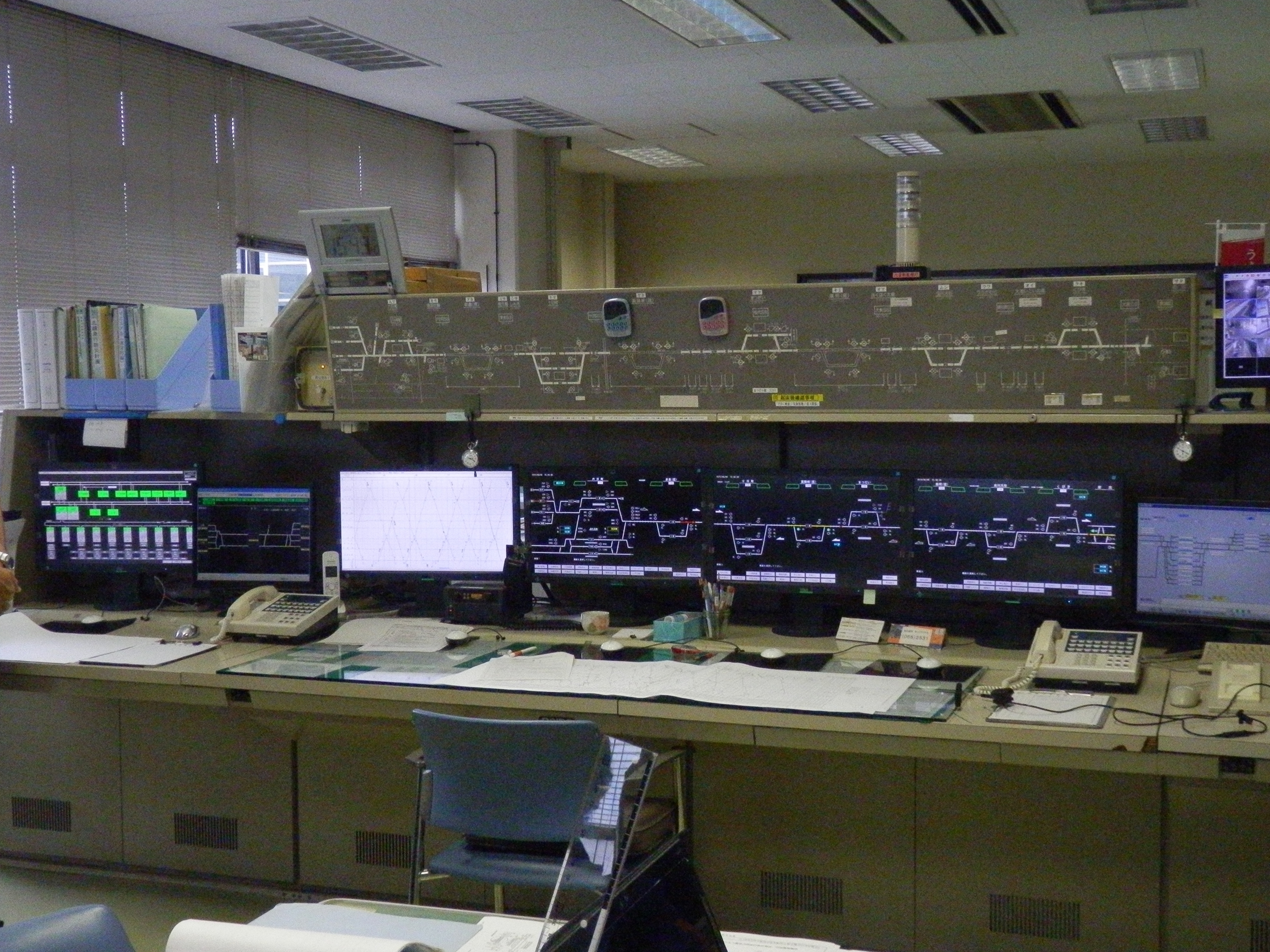
北越急行六日町指令所

運転指令所（うんてんしれいじょ）とは、鉄道において列車乗務員（機関士、運転士、車掌）、駅等に業務指示を行う現業機関である。呼称は鉄道事業者や業務内容により異なる。運輸指令所（うんゆしれいじょ）と呼ぶ事業者や、漢字呼称に司令の字を充てる事業者もある。
テロ対策等の観点から、小規模な事業者を除いて詳細な所在地を公表していないことがある。
電力会社などで、施設の運転を遠隔で監視・制御する部署を同様に運転指令所と称している例もあり、これらについても簡単に述べる（後述）。

## 業務
列車乗務員や駅など現業に対する指揮、指示が業務であるが、事故など異常がなければ列車の運行状況や機器の動作の監視が主な業務となる。一旦ダイヤの乱れが発生すると、運転整理、振替輸送の依頼、設備の復旧作業指示、場合によってはバス代行の手配等多忙な状態となる。

## 指令員
指令所で指令業務を行う職員のことを、指令員という。特に、列車の運行に直接関わる輸送指令（後述）で従事する指令員を輸送指令員または運輸指令員（運転指令員の呼称を使用する事業者もある）という。輸送指令員は日本の場合乗務員経験者・助役出身者が多い。これは指令員が乗務員経験者であれば路線の線路配線や線形などに精通しており、迅速かつ的確に指令に関する判断ができるという考えからである。
日本国外（スペインなど）では“指令の仕事に乗務員の経験は必ずしも必要ではない”という考えから、乗務員の経験がない指令員も多い（ヨーロッパでは職種別に採用を行い、運転系と営業系、現場系や事務系は採用段階で分かれていることも多い）。

## セクション
指令業務は、内容によりセクションを細分化している事業者が多い。そのセクションの分け方や呼称は事業者により異なる場合があるが、代表的なセクションと業務内容は以下の通り。
輸送指令
駅や管下のCTCセンターなどから情報を得、列車がダイヤ通りに運行されているか常時監視。列車の遅れなど異常事態が発生した際には、臨時速度規制などの措置の指示を行い、平常ダイヤへの早期復旧調整などを行う。列車の運行に直接携わる、指令所の中で最も中心的なセクション。
旅客指令
列車の接続手配や乗客の忘れ物の捜索手配など、乗客からの問い合わせなどに対応。緊急時には車両手配、接続手配、代替輸送（振替輸送）の手配等を行う。また、他社鉄道の運行情報の収集（振替輸送の承認など）も行う。
運用指令
車両や乗務員の運用を監視・把握。ダイヤの乱れ等の緊急時には輸送指令などと検討のうえ、予備の車両や乗務員を手配する。
また車両故障発生時には、列車乗務員への応急処理のアドバイスも行っている。非常通報に運転士が対応できない場合に代わって応答するのがこの部署。また、鉄道事業者によっては先述の輸送指令が兼務する。
電力指令
変電所の動作監視や、駅などの鉄道関係施設および架線への給電状況を常時監視し、停電など異常発生時には自家発電装置などからの電力確保やこれら設備の保守を行っている電力区および請負業者などに復旧手配を行う。また、鉄道事業者によっては後述の信号通信指令と合わせて『電気指令』と呼ばれることもある。
信号通信指令
鉄道信号機や列車無線、CTC装置および踏切などの信号機器や通信施設の状態を常時監視し、故障発生時などにはこれら設備の保守を行っている信号通信区および請負業者などに復旧手配を行う。略して『信通指令』（しんつうしれい）と呼ばれることもある。また、鉄道事業者によっては先述の電力指令と合わせて『電気指令』と呼ばれることもある。
施設指令
線路や沿線施設、沿線の気象状態を常時監視し、豪雨・強風・地震など異常発生時には運転見合わせ手配や速度規制の指示、線路設備や沿線設備の保守を行っている保線区および請負業者などに巡回点検の指示や復旧手配を行う。また、鉄道事業者によっては先述の輸送指令がこの業務を兼務する。
貨物指令
主に管内路線に貨物列車が運行されている指令所に設置され、検査貨車等の回送手配や、発送需要による全国的な空コンテナの操配、列車乱れ時の手配等を行っている。ただし日本では、貨物列車の運行主体会社が各旅客鉄道会社の線路を借りて運転する場合（JR貨物などが第二種鉄道事業者扱いとなる場合）には運行管理権が無いため、列車遅れ時でも旅客会社がダイヤを決定している。なお、機関車の運用手配は、貨物会社の機関車であっても各旅客会社が行っている。
日本の場合はJRグループのみに存在する。

## 路面電車の場合

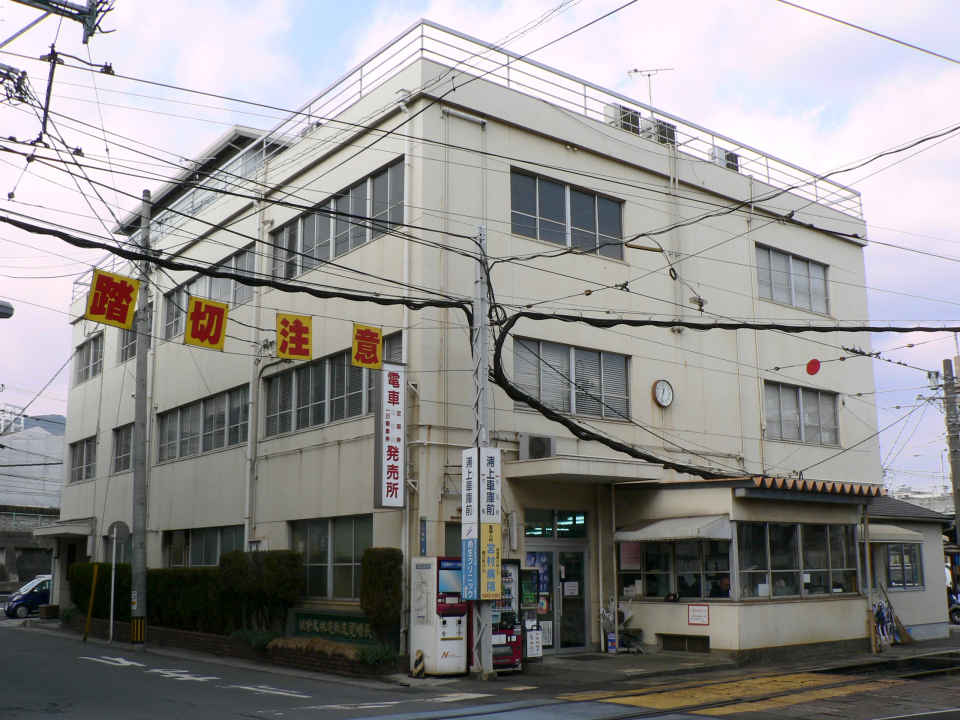
長崎電気軌道浦上車庫にある本社・西町営業所。1階右側の線路に面した、窓の大きい部屋が運行指示を行う配車室。

路面電車の場合、概ね1980年代中頃までは電車の運行状況を集中的に管理するシステムがなく、主要な停留場や車庫に輸送・運用指令に相当する業務を行う事務所を設け、利用者の増減や発着本数等の状況を見ながら運行間隔の調整や行先・系統指示を行っていた。多くの軌道事業者においてはこの指令業務のことを「操車」あるいは「配車」と呼称しており、業務を行う事務所を「操車所（室）」「配車所（室）」、業務を行う職員を「操車係」「配車係」などと称した。ただし、分岐点における分岐器・信号機の操作・進路指示についても同じ「操車」などの呼称が用いられており、信号扱所に相当する操作室のことも「操車所（室）」などと呼ばれ、交差点で見通しを良くするために高い位置に設けられたものは特に「操車塔」などと呼ばれた。
複数の箇所で個々に指令業務が行われることから、運行本数の偏在が起こりやすく、また、電車の所在自体は把握できないため道路混雑が激しくなると適切な運行指示が困難となった。
現在も運行されている路面電車においては、集中的な運行管理システムを導入し、鉄道と同様な運行管理・指令業務を行っている事業者もあるが、従前同様の直接目視による運行管理を続けている事業者も多い。

## （参考）電力会社などの指令所
発電所・変電所・製鉄所などで機器の運転の指示を行うため運転指令所が設けられることがある。遠隔制御システムではなく現地スタッフに指示を出す機関をいうこともある。また、製鉄所では受配電などのためのエネルギー設備の運転指令所をエネルギーセンターと呼ぶことがある。